# Jelena Alexandrowna Netschajewa
Jelena Alexandrowna Netschajewa (russisch Елена Александровна Нечаева; * 14. Juni 1979 in Sankt Petersburg, Russische SFSR) ist eine ehemalige russische Säbelfechterin.

## Erfolge
Jelena Netschajewa wurde zunächst 2001 in Nîmes, 2002 in Lissabon und 2004 in New York City mit der Mannschaft Weltmeisterin, ehe ihr 2007 in ihrer Geburtsstadt Sankt Petersburg auch im Einzel der Titelgewinn gelang. 2005 gewann sie zudem mit der Mannschaft in Leipzig Silber sowie 2006 in Turin und 2007 in Sankt Petersburg Bronze. Im Einzel sicherte sie sich zudem 2002 Bronze. Ein weiterer Titelgewinn gelang Netschajewa 2001 in Koblenz bei den Europameisterschaften in der Einzelkonkurrenz. Im Einzel gewann sie darüber hinaus 2000 in Funchal und  2002 in Moskau Silber sowie 2003 in Bourges Bronze. Im Mannschaftswettbewerb wurde sie 2000 in Funchal, 2002 in Moskau, 2003 in Bourges, 2004 in Kopenhagen und 2006 in Izmir Europameisterin. 2005 belegte sie in Zalaegerszeg mit der Mannschaft den zweiten Rang, 2007 in Gent Rang drei. Zweimal nahm Netschajewa an Olympischen Spielen teil: 2004 erreichte sie in Athen das Viertelfinale des Einzelwettbewerbs, in dem sie Tan Xue unterlag und damit den fünften Platz belegte. Bei den Olympischen Spielen 2008 in Peking schloss sie die Einzelkonkurrenz auf dem 17. Rang ab, während sie mit der russischen Equipe Fünfte wurde.